# Dyops dotata
Dyops dotata là một loài bướm đêm trong họ Noctuidae.